# Ji Mingyi
Ji Mingyi (en chino tradicional, 季銘義; en chino simplificado, 季铭义; pinyin, Jì Míngyì; Dalian, China; 15 de diciembre de 1980) es un exfutbolista y entrenador de fútbol de China que jugaba en la posición de defensa.

## Carrera

### Club
| Periodo   | Club           | Apariciones | Goles |
| --------- | -------------- | ----------- | ----- |
| 1998-2007 | Dalian Shide   | 192         | 3     |
| 2008-2009 | Chengdu Blades | 45          | 0     |
| 2017      | Hainan Boying  | 9           | 0     |

### Selección nacional
Jugó para China en 20 ocasiones de 2003 a 2007 y participó en dos ediciones de la Copa Asiática.

### Entrenador
| Periodo | Club            |
| ------- | --------------- |
| 2015    | Dalian Yifang B |
| 2017    | Hainan Boying   |

## Logros
- Liga Jia-A/Chinese Super League: 2000, 2001, 2002, 2005
- Chinese FA Cup: 2001, 2005